# Delden (Overijssel)

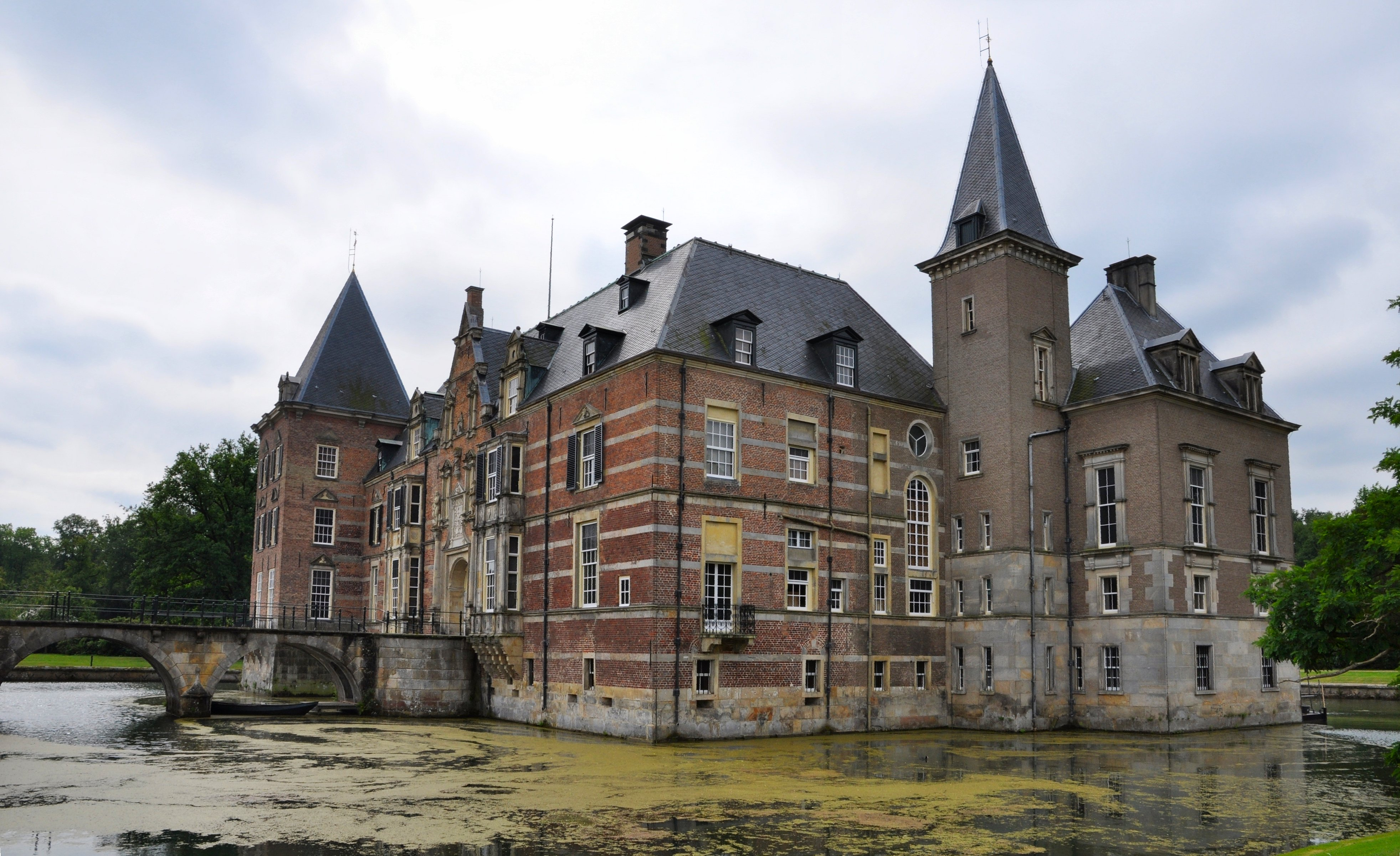
Il Kasteel Twickel, nei dintorni di Delden

Delden (in basso sassone: Dealdn) è una cittadina di circa 7 200 abitanti dell'est dei Paesi Bassi, facente parte della provincia dell'Overijssel e situata nella regione della Twente, quasi al confine con la Germania. Dal punto di vista amministrativo, la località andava a costituire fino al 2000 il territorio del comune formalmente chiamato "Stad Delden" (per distinguerlo dal comune circostante di Ambt Delden, nato dalla scissione dell'antico comune di Delden), comune inglobato dal 2001 nella municipalità di Hof van Twente.

## Geografia fisica

### Collocazione
Delden si trova nell'estremità sud-orientale della provincia dell'Overijssel, all'incirca a metà strada tra Enschede ed Almelo (rispettivamente a nord-ovest della prima e a sud-ovest della seconda) e a pochi chilometri ad ovest di Hengelo.

## Storia
|  |

## Stemma
Lo stemma di Delden (o, per meglio dire, dell'ex-comune di Stad Delden) raffigura un albero, probabilmente una quercia, di colore giallo in campo blu.

## Edifici e luoghi d'interesse

### Oude Blasiuskerk
Tra gli edifici d'interesse di Delden, figura la Oude Blasiuskerk, risalente al XII secolo.

### Museumboerderij Wendezoele
Altro luogo d'interesse è il Museumboerderij Wendezoele, che offre uno spaccato della vita contadina del posto, grazie all'esposizione di macchinari, abiti, ecc.

### Zoutmuseum
Altro museo di Delden è lo Zoutmuseum ("Museo del sale"), fondato nel 1985.

### Twickel

#### Kasteel Twickel
Nei dintorni di Delden (a circa 2 km a nord-est dal centro cittadino), nella tenuta di Twickel, si trova inoltre il castello di Twickel (Kasteel Twickel), risalente alla seconda metà del XIV secolo.

#### Houtzaagmolen Twickel
Altro edificio d'interesse situato nella tenuta di Twickel è lo Houtzaagmolen Twickel, un mulino risalente almeno alla seconda metà del XVIII secolo.